# Спринг Риџ (Мериленд)
Спринг Риџ (енгл. Spring Ridge) насељено је место без административног статуса у америчкој савезној држави Мериленд.

## Демографија
По попису из 2010. године број становника је 5.795.
| Група             | 2000.    | 2010.         |
| Белци             | 0 (0,0%) | 4.873 (84,1%) |
| Афроамериканци    | 0 (0,0%) | 316 (5,5%)    |
| Азијати           | 0 (0,0%) | 211 (3,6%)    |
| Хиспаноамериканци | 0 (0,0%) | 262 (4,5%)    |
| Укупно            | 0        | 5.795         |